# Planopus octaviusbarrosi
Planopus octaviusbarrosi är en skalbaggsart som beskrevs av Cerda 1968. Planopus octaviusbarrosi ingår i släktet Planopus och familjen långhorningar. Inga underarter finns listade i Catalogue of Life.